# Sundbybergs stadshus AB
Sundbybergs stadshus AB är ett svenskt förvaltningsbolag som agerar moderbolag för de verksamheter som Sundbybergs kommun har valt att driva i aktiebolagsform. Bolaget ägs helt av kommunen.

## Bolag
Källa: 
- Fastighetsaktiebolaget Förvaltaren
- Lokalfastigheter i Sundbyberg AB
- Sundbyberg Avfall och Vatten AB
- Sundbybergs Bredband AB
- Sundbybergs stadsnätsbolag AB